# 태안레저
태안레저 주식회사는 서울특별시의 강남구의 마을버스 회사이고, 본사 및 면허등록지는 송파구 헌릉로에 위치한 송파공영차고지에서 한다.

## 주요 연혁
- 2012년 11월 15일: 오케이버스 지선버스 4430번이 마을버스 강남09번으로 형간전환됨과 동시에 분사시켜 설립하였다.
- 2013년 11월 13일: 강남09번을 강남10번으로 번호 변경
- 2023년 9월 21일: 주식회사 태안레저로 사명변경

## 과거 운행 노선

### 지선버스
- ● 4430번: 공무원 연금매장 - 양재역 (2013년 1월 1일 강남09번으로 형간전환)

### 마을버스
- ● 강남09번: 개포주공A - 양재역 (구 4430번, 2013년 11월 13일 강남10번으로 변경)
- ● 강남10번: 개포주공A - 양재역 (구 서초마을 08-1번, 4430번, 강남09번)

## 역대 보유 차량
- 현대자동차 - 현대 그린시티